# HD 214665
HD 214665，又名BD+56 2821，SAO 34651、HR 8621，是一颗恒星，视星等为5.21，位于銀經105.48，銀緯-1.51，其B1900.0坐标为赤經22h 34m 41.8s，赤緯+56° -1.51′ 34″。